# Edorta Murua Zenarruzabeitia
Edorta Murua Zenarruzabeitia (Baracaldo, Vizcaya, 22 de febrero de 1963) Es entrenador y ex-jugador de fútbol, que actualmente se desempeña como director de la Aspire Academy en Catar, donde llega en 2017 acompañado de Jonatan Cabanelas, ambos procedentes del club Universidad de Chile.
Es hermano del exfutbolista Andoni Murua.

## Trayectoria deportiva

### Trayectoria como jugador

Supercopa 83-84

Edorta comenzó en las categorías inferiores del Athletic Club, pasando a jugar en el Bilbao Athletic (filial) en la temporada 1981-82. En la campaña siguiente logró el ascenso a Segunda División Española. En la temporada 83-84 debutó con el primer equipo del Athletic, de la mano de Javier Clemente en un partido de Supercopa de España en el que se impuso el equipo vasco por 0-1. En ese equipo comparte vestuario con jugadores como Andoni Zubizarreta o Julio Salinas.
En la temporada 85/86 salió del Athletic para jugar en el Sestao de la Segunda División Española, en este club permaneció hasta el año 1987, con el que están a punto de ascender a Primera División, jugándose dicho ascenso con el R.C. Celta de Vigo. Esa temporada fue dirigido en el Sestao por Javier Irureta. Al finalizar ese año, ficha por el Real Oviedo y logran esa temporada el ascenso a Primera División, para debutar en la categoría reina de la mano de Vicente Miera. En el Real Oviedo permanece hasta la temporada 89-90. La temporada siguiente, 90-91, recaló en el Elche C. F. de la Segunda DIvisión Española. En el club Ilicitano jugó dos temporadas, hasta la 91-92. La siguiente y última fase de su carrera la jugó de las temporadas de la 92-93 a la 94-95 en el Amurrio Club, colgando definitivamente las botas para dedicarse a la formación de jóvenes futbolistas.

### Trayectoria como entrenador
Con una gran capacidad para la comprensión del juego, y una intuición innata para descubrir habilidades, Murua se decide por embarcarse en la ardua tarea de la formación de los jóvenes futbolistas. Durante su última etapa de jugador combinó su práctica deportiva con la de entrenador de categorías inferiores en el Amurrio Club. Pero fue en 1995 al acabar su carrerar deportiva cuando pasó a formar parte de Lezama, haciéndose cargo de las categorías U9-U10-U11.
Del año 1996 al 2007 se desempeñó en varias categorías, entre ellas diigiendo al filial de los de San Mames.
1996 - 1997- 1998 U14-U13
1998 - 1999 – 2000 U18-U17
2000 - 2001 Bilbao Athletic
2001 - 2003 CD Basconia
2003 - 2005 Bilbao Athletic
2005 - 2006- 2007 U16-U15
Del 2005 al 2007 dirigió el departamento de metodología de entrenamiento del Athletic Club de Bilbao.
Al año siguiente entra a trabajar para la UEFA en un programa para jugadores y entrenadores de la Youth Academy.
La temporada 2010-2011 fue contratado por el Atlético de Madrid para dirigir el Centro de Alto rendimiento de la academia colchonera.
Las siguientes temporadas, del 2011 al 2015, volvió a la que fue su casa, para dirigir el departamento de metodología del Athletic Club, desarrollar principios de juego y hacerse cargo de los jugadores con mejor proyección.
El resultado de su vasta experiencia en la búsqueda y formación de talento le valieron para llegar a un acuerdo en 2015 con el Club Universidad de Chile y dirigir el fútbol formativo en el equipo Chileno, cargo que desempeñó junto a Jonatan Cabanelas hasta marzo de 2017.
A partir del 6 de marzo de 2017, Edorta Murua y Jonatan Cabanelas cesan en sus cargos de la U de Chile para fichar por la Aspire Academy de Catar.

## Clubes y estadísticas

### Como jugador
| Club                           | País   | Año       |
| ------------------------------ | ------ | --------- |
| Categorías Inferiores Athletic | España | 1973-1981 |
| Bilbao Athletic                | España | 1981-1985 |
| Athletic Club                  | España | 1983-1985 |
| Sestao Club                    | España | 1985-1987 |
| Real Oviedo                    | España | 1987-1990 |
| Elche C. F.                    | España | 1990-1992 |
| Amurrio Club                   | España | 1992-1995 |